# إسماعيل صالح (موظف مدني)
إسماعيل صالح (بالإندونيسية: Ismail Saleh) هو موظف مدني إندونيسي، ولد في 7 نوفمبر 1926 في Pati Regency ‏ في إندونيسيا، وتوفي في 21 أكتوبر 2008 في جاكرتا في إندونيسيا.